# Marthe Gosteli
Marthe Gosteli (22 de desembre de 1917 - 7 d'abril de 2017) va ser una activista i arxivista suïssa. Durant trenta anys, va dirigir la lluita pel dret al vot de les dones a Suïssa i després va centrar la seva atenció a preservar la història de les dones suïsses. La creació d'un arxiu de biografies i història de la dona, l'obra de Gosteli va ser reconeguda per nombrosos honors i guardons, inclòs el premi suís de drets humans de 2011.

## Biografia
Marthe Gosteli va néixer el 22 de desembre de 1917 a Worblaufen, (actualment coneguda com a Ittigen) a Suïssa, filla de Johanna Ida (amb anterior cognom Salzmann) i Ernst Gosteli. Va completar la seva formació comercial i va fer cursos d'idiomes a la zona francòfona de Suïssa i a Londres. El pare de Gosteli va morir, deixant a la seva dona al capdavant de la finca. Amb l'ajuda de les seves filles, les dones van aconseguir mantenir la granja familiar, però Gosteli va reconèixer com les desigualtats les afectaven i es van unir al moviment feminista el 1940.
Durant la Segona Guerra Mundial, Gosteli va treballar per al Servei de Radiodifusió en Guerra del personal de l'exèrcit. Després de la guerra entre 1949 i 1953 i de nou de 1955 a 1962, va dirigir el departament de cinema del Servei d'Informació de l'ambaixada dels Estats Units a Berna. A mitjans dels anys seixanta va centrar-se en el moviment de la dona. Gosteli es va convertir en presidenta de l'Associació de sufragistes femenines (alemany: Bernischer Frauenstimmrechtsverein) de Berna el 1964. Va escriure fullets i va anar porta a porta intentant introduir la igualtat suaument. En lloc d'una demanda de drets, l'enfocament de Gosteli es va centrar a augmentar la participació de les dones a les seves comunitats, ja que temia que s'enfrontés una demanda al procés del referèndum de tots els homes. Després de quatre anys, es va convertir en vicepresidenta de la Federació d'Associacions de Dones Suïsses (alemany: Bund Schweizerischer Frauenorganisationen) (BSF), coneguda ara com a Aliança F. Gosteli va esdevenir presidenta del grup de treball de la BSF pels drets polítics de la dona el 1970 i les dones es van apuntar el referèndum de 1971, participant en diverses comissions i debats. Finalment, el 7 de febrer de 1971, dos terços dels homes amb votació a Suïssa atorgaven a les dones el dret a votar a escala nacional.
Ràpidament, la lluita es va dirigir cap a altres desigualtats: el dret a gestionar els seus propis comptes bancaris, la igualtat de retribució, el permís maternal i altres qüestions de dones. Gosteli va centrar la seva atenció a preservar la història del moviment, però el seu primer intent per establir un arxiu de la història de les dones va fracassar. El 1982, va aconseguir fundar la Fundació Gosteli, per preservar i protegir la història de les dones de Suïssa. A partir d'una col·lecció governamental d'obres del segle xix que inclouen llibres, fullets i revistes, Gosteli va afegir-se a la col·lecció amb donacions privades d'organitzacions i particulars. Catalogant i afegint les dades a la xarxa d'informació de l'arxiu alemany-suís Informationsverbund Deutschschweiz (IDS), la col·lecció es va convertir en una extensa biblioteca, que inclou material històric i biogràfic sobre pioneres i organitzacions. El gener de 2014, als 96 anys, Gosteli es va retirar de l'arxiu.
Va morir el 7 d'abril de 2017 a l'edat de 99 anys.

## Premis i honors
Gosteli va rebre molts premis i honors. El 1989 va rebre el premi Trudy-Schlatter i el 1992 va ser guardonat amb la Medalla de la Comunitat de Berna. Gosteli va obtenir el doctorat honoris causa per la Universitat de Berna. El 2008, Gosteli va rebre la Medalla de Mèrit de Plata de la Societat Econòmica i Caritat de Berna i el 2011 va rebre el premi suís de drets humans.

## Obres seleccionades
- Gosteli, Marthe. Vergessene Geschichte: Illustrierte Chronik der Frauenbewegung (en french, german).  Bern, Switzerland: Staempfli, 2000. ISBN 978-3-7272-9256-9.  Gosteli, Marthe. Vergessene Geschichte: Illustrierte Chronik der Frauenbewegung (en french, german).  Bern, Switzerland: Staempfli, 2000. ISBN 978-3-7272-9256-9.  Gosteli, Marthe. Vergessene Geschichte: Illustrierte Chronik der Frauenbewegung (en french, german).  Bern, Switzerland: Staempfli, 2000. ISBN 978-3-7272-9256-9.
- Müller, Verena E. Bewegte Vergangenheit: 20 Jahre Archiv zur Geschichte der Schweizerischen Frauenbewegung (en alemany).  Bern, Switzerland: Stämpfli, 2002. ISBN 978-3-7272-1270-3.  Müller, Verena E. Bewegte Vergangenheit: 20 Jahre Archiv zur Geschichte der Schweizerischen Frauenbewegung (en alemany).  Bern, Switzerland: Stämpfli, 2002. ISBN 978-3-7272-1270-3.  Müller, Verena E. Bewegte Vergangenheit: 20 Jahre Archiv zur Geschichte der Schweizerischen Frauenbewegung (en alemany).  Bern, Switzerland: Stämpfli, 2002. ISBN 978-3-7272-1270-3.
- Gosteli, Marthe; Thommen, Silvia «Man muss auch autoritär vorgehen» (en alemany). Hier + Jetzt [Basel, Switzerland], 3-2003. OCLC: 882729038.
- Gillabert-Randin, Augusta. Une paysanne entre ferme, marché et associations (en francès).  Baden, Germany: Hier + Jetzt, 2005.
- Gosteli, Marthe; Moser, Peter; Schulz, Kristina (en alemany) Schweizerische Zeitschrift für Geschichte [Bern, Switzerland], 57, 3, 2007, pàg. 316–325. OCLC: 883884228.